# Vít Polák
Vít Polák (* 13. února 1972 Strakonice) je český autorizovaný architekt ČKA, který se ve své tvorbě zaměřuje na vztah mezi člověkem a prostředím a navrhování staveb v oblasti školství, bydlení, zdravotnictví či sociálních služeb.
Od roku 2018 se na fakultě architektury ČVUT v Praze věnuje výuce a výzkumu souvislostí mezi fyzickým prostředím školních budov a vzdělávacími procesy. Zároveň v letech 2017–2019 působil jako učitel matematiky a geometrie na waldorfských základních školách v Praze a dlouhodobě jako odborný konzultant pro školská a zdravotnická zařízení ve společnosti GOIAtown s.r.o. Je absolventem fakulty architektury ČVUT v Praze a absolventem tříletého semináře waldorfské pedagogiky v Praze. A jako zastánce přírodních materiálů je také členem spolku Ekodům.

## Život
Narodil se ve Strakonicích a dětství prožil v Chotěboři, později se přestěhoval do Prahy, kde r. 2004 absolvoval fakultu architektury ČVUT. V mládí se angažoval jako člen Nezávislého mírového sdružení.

## Dílo
- Mateřská škola Maitrea, Sluštice[6][7][8][9]
- Léčebna pro zraněné živočichy, Vlašim
- Škola daVinci, Dolní Břežany[10]
- Domov pro seniory, Sluštice[11]
- rodinný dům, Unětice
- rodinný dům, Pacov u Říčan[12]